# Iñigo Monreal Saénz
Iñigo Monreal Saénz   (Pamplona, 26 de setembre de 1974)
és un exatleta navarrès, que va representar Espanya en dos Jocs Olímpics d'Estiu consecutius, a partir del 1996. Va competir en els 400 m tanques i en el relleu 4x400 m. A les eleccions generals espanyoles de 2008 va ser candidat al Congrés dels Diputats amb Nafarroa Bai.